# Agrypon nelsoni
Agrypon nelsoni är en stekelart som beskrevs av Ian D. Gauld och Bradshaw 1997. Agrypon nelsoni ingår i släktet Agrypon och familjen brokparasitsteklar. Inga underarter finns listade i Catalogue of Life.